# Esposas de Mahoma

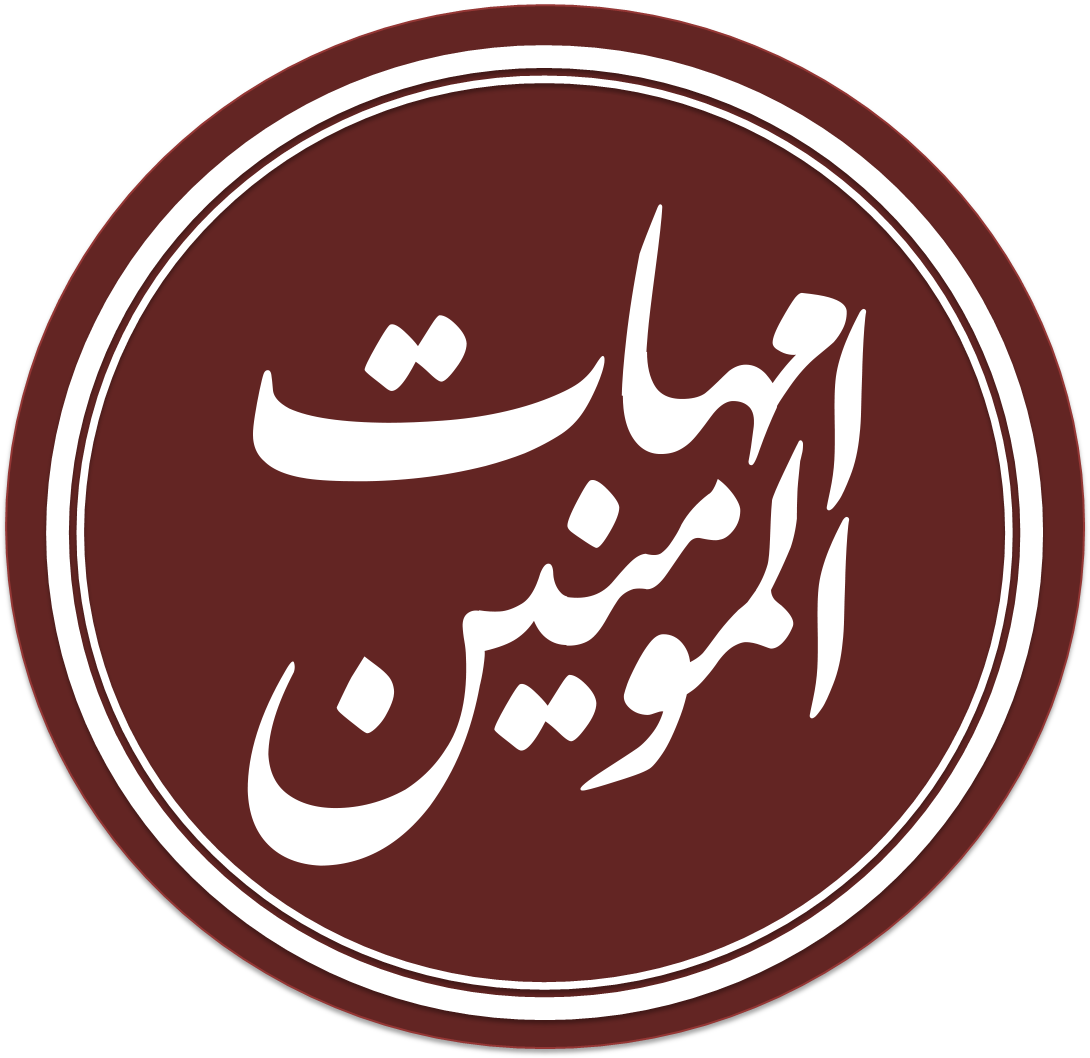

Las esposas del profeta Mahoma eran las mujeres casadas con el profeta Mahoma, fundador del islam. Se ha confirmado un total de once mujeres como esposas de Mahoma. Los musulmanes se refieren a ellas como «Madres de los Creyentes» (en árabe: أم ٱلْمُؤْمِنِين‎, romanizado: Umm al-Muʼminin). Los musulmanes emplean este título antes o después de referirse a ellas como un signo de respeto. Estos términos derivan del texto coránico: «El Profeta está más cerca de los creyentes que ellos mismos, y sus esposas son [como] sus madres».
El primer matrimonio de Mahoma fue con Jadiya bint Juwaylid en 595, cuando tenía unos 25 años y ella tenía 28 o 41. Mahoma fue monógamo durante 25 años, hasta la muerte de Jadiya en 619 (el Año del dolor). Después de que Jadiya muriera, se casó con las diez esposas que figuran a continuación, siendo la mayoría de ellas viudas: Sawdah bint Zam'ah en 619; Aisha bint Abi Bakr en 623; Hafsa bint Umar, Záynab bint Juzayma, y Hind bint Abi Umayya en 625; Záynab bint Yahsh en 627; Yuwayriyya bint al-Hárith y Ramla bint Abi Sufyan ibn Harb en 628; y Safiyya bint Huyayy y Maymuna bint al-Hárith en 629. Además, el estatus de Rayhanah bint Zayd y Mariyya bint Shamʿun es motivo de disputas, en tanto no hay acuerdo entre escolares musulmanes respecto a si fueron concubinas o esposas. Con excepción de Aisha, todas estas mujeres habían enviudado o se habían divorciado previamente. La perspectiva común es que Mahoma tuvo siete hijos biológicos (tres varones y cuatro mujeres) y todos ellos con Jadiya (con una sola excepción) entre 598 y 611 o 615. Mariyya le dio un hijo en 630 (el séptimo), pero ninguno de sus hijos varones alcanzó la edad adulta. El hecho de que de sus trece esposas y concubinas, solo dos le dieron hijos, ha sido descrito como «curioso» por el profesor David S. Powers.
La vida de Mahoma está tradicionalmente clasificada en dos épocas: la pre-hégira (migración) hacia La Meca, una ciudad situada en el suroeste de Arabia Saudita, desde el año 570 hasta el 622; y la post-hégira en Medina, desde el año 622 hasta su muerte. Todos, excepto dos de sus matrimonios, se contrajeron después de la Hégira (migración a Medina).

## Historia
En la cultura árabe, el matrimonio se contraía según las necesidades de la tribu y se basaba en la necesidad de establecer alianzas dentro de esta y con otras tribus. La virginidad femenina y masculina en el momento del matrimonio se destacaba como un honor tribal. Entre las tribus paganas, el hombre podía tener tantas mujeres como pudiera mantener pero Allah limitó el número máximo de esposas a cuatro. Watt afirma que todos los matrimonios de Mahoma tuvieron el objetivo político de fortalecer las relaciones amistosas y se basaban en la costumbre árabe. Esposito señala que algunos de los matrimonios de Mahoma estaban destinados a proporcionar un medio de subsistencia para las viudas.

## Objetivos de los matrimonios
Según la tradición islámica, los principales objetivos de los matrimonios de Mahoma se pueden dividir en cuatro:
1. Ayudar a las viudas de sus compañeros.
2. Crear vínculos familiares entre él y sus compañeros (Mahoma se casó con las hijas de Abu Bakr y Umar, mientras que Ali y Uthman se casaron con sus hijas, por lo que tenía vínculos familiares con los cuatro primeros califas).
3. Difundir su mensaje uniendo diferentes clanes a través del matrimonio.
4. Aumentar su credibilidad y las fuentes para transmitir su vida familiar privada.

Consideran que si hubiera tenido solo una esposa, le habría correspondido una tremenda responsabilidad transmitir actos privados de adoración y la vida familiar, y la gente trataría de desacreditarle para destruir la credibilidad de las prácticas islámicas. Sin embargo, con varias esposas, había muchas más fuentes de conocimiento, por lo que es más difícil de desacreditar. Por tanto, sus matrimonios le dieron a más mujeres la oportunidad de aprender y enseñar los asuntos de su vida privada.
El primer matrimonio de Mahoma fue a la edad de 25 años con Jadiya, de 40 años según la tradición pero los estudiosos modernos creen que más bien tendría unos diez menos, ya que aun tuvo tiempo de tener varios hijos con su esposo. Estuvo casado solo con ella hasta la edad de 50 años, cuando Jadiya falleció después de lo cual se cree que tuvo varias esposas por las cuatro razones explicadas anteriormente. Con la excepción de Aisha, Mahoma sólo se casó con viudas, divorciadas o cautivas.

## Matrimonios de Mahoma

### Jadiya
A la edad de 25 años, Mahoma se casó con su adinerada empleadora, la comerciante Jadiya, de 40 años según la tradición, aunque estudiosos modernos creen que más bien tendría unos diez menos, ya que aun tuvo tiempo de tener varios hijos con su esposo. Su primer matrimonio sería feliz y monógamo, Mahoma confiaría en Jadiya de muchas maneras hasta su muerte, 25 años después. Tuvieron dos hijos, Qasim y Abd-Allah (apodados al-Tahir y al-Tayyib respectivamente), que fallecieron en la infancia y cuatro hijas -Zaynab, Ruqaiya, Umm Kulthum y Fátima. Durante su matrimonio, Jadiya compró al esclavo Zayd ibn Harithah y luego lo adoptó como su hijo a petición de Mahoma. El año de la muerte de Jadiya fue declarado por Mahoma como «Aam ul Huzn» (el Año del Dolor).

### Sawda bint Zam'a
Antes de migrar hacia Medina, Khawlah bint Hakim sugirió a Mahoma que se casara con Sawda bint Zam'a, que había sufrido muchas dificultades después de convertirse en musulmana. Antes de esto, Sawda había estado casada con un primo suyo llamado As-Sakran ibn 'Amr y tenía cinco o seis hijos de su matrimonio anterior. Sawda tenía alrededor de 66 años cuando se casó con Mahoma. Poco después, Mahoma se comprometió con Aisha. A medida que Sawda se hizo mayor, y un tiempo después del matrimonio de Mahoma con Umm Salama, algunas fuentes afirman que éste deseaba separarse de ella, pero cabe aclarar que era general el desagrado de que el noble Profeta se casará con una pobre «vieja»..Otras tradiciones sostienen que Mahoma no tenía la intención de divorciarse de ella, pero que Sawda pensaba o temía que lo haría. Como un compromiso, o debido a su vejez, Sawda cedió el turno de visitas conyugales de Mahoma a Aisha, declarando que ella era «vieja y no se preocupaba por los hombres, su único deseo era levantarse en el Día del Juicio como una de sus esposas».